# 備前舘
備前舘（びぜんだて）は、福島県郡山市に所在する町丁である。郵便番号は963-8044。

## 地理
郡山市中西部の行政区である富田町に属する。北で名郷田、東で富田町、南で並木、南西で富田町、西で新屋敷、北西角で不動前とそれぞれ隣接する。富田第一土地区画整理事業の換地処分により富田町より分離新設された地区のうち、一級市道38号桑野日和田線以東、郡山インター線以南の区域を範囲とし、一級水系阿武隈川水系逢瀬川左岸に位置する。南北に縦断する内環状線を境に東に一丁目、西に二丁目が設置されている。全域に住宅地が広がり、幹線道路沿いに店舗が立地する。町東に所在する郡山北警察署富田交番、および堂前町に所在する郡山消防署本署がそれぞれ管轄にあたる。

## 世帯数と人口
2024年1月1日現在の世帯数と人口は以下の通りである。
| 町丁   | 世帯数  | 人口  |
| ------ | ------- | ----- |
| 備前舘 | 397世帯 | 787人 |

## 小・中学校の学区
市立小・中学校に通う場合、学区は以下の通りとなる。
| 番地 | 小学校               | 中学校             |
| ---- | -------------------- | ------------------ |
| 全域 | 郡山市立富田東小学校 | 郡山市立富田中学校 |

## 交通

### 道路
- 一級市道30号荒井八山田線（内環状線）
- 一級市道36号伊賀河原西柳作線（郡山インター線）
- 一級市道38号桑野日和田線

## 施設等
- 福島県赤十字血液センター 郡山供給出張所
- 東邦銀行 富田支店
- トライアル 郡山富田店
- ブイチェーン 富田東店
- 幸楽苑 富田店
- ジョリーパスタ 郡山富田店
- オートバックス 郡山北
- キユーピー 東北支店郡山営業所
- 備前舘公園
- 廻渕公園